# The Post-Modern Prometheus
«The Post-Modern Prometheus» es el quinto episodio de la quinta temporada de la serie de televisión estadounidense de ciencia ficción The X-Files y se emitió originalmente en la cadena Fox el 30 de noviembre de 1997. Escrito y dirigido por el creador de la serie Chris Carter, «The Post-Modern Prometheus» es un episodio del «monstruo de la semana», una trama independiente que no está relacionada con la mitología general de The X-Files. «The Post-Modern Prometheus» obtuvo una calificación Nielsen de 11,5, siendo visto por 18,68 millones de espectadores en su transmisión inicial. El episodio fue nominado a siete premios en los premios Emmy de 1998 y ganó uno. La entrada generalmente recibió críticas positivas; algunos críticos lo llamaron un clásico, y otros lo llamaron el episodio independiente más llamativo de la quinta temporada del programa.
El programa se centra en los agentes especiales del FBI Fox Mulder (David Duchovny) y Dana Scully (Gillian Anderson) que trabajan en casos relacionados con lo paranormal, llamados expedientes X. Mulder cree en lo paranormal, mientras que la escéptica Scully fue asignada inicialmente para desacreditar su trabajo. En este episodio, Mulder y Scully investigan informes sobre una misteriosa criatura que ha embarazado a una mujer de mediana edad. Descubren que el «monstruo», apodado El Gran Mutato, es la creación genética de un médico parecido a Frankenstein. El Gran Mutato es al principio condenado al ostracismo, pero luego aceptado por su comunidad.
La historia de Carter se basa en gran medida en Frankenstein de Mary Shelley y particularmente en la versión cinematográfica de la historia de James Whale de 1931. El episodio incluso se filmó en blanco y negro, con un fondo de cielo creado para imitar el estilo de las antiguas películas de Frankenstein. El guion se había escrito específicamente pensando en la cantante Cher y la actriz Roseanne Barr, pero ninguna de las dos estaba disponible en el momento del rodaje. El presentador del programa de entrevistas Jerry Springer apareció como él mismo y Chris Owens, quien apareció en episodios posteriores como el agente del FBI Jeffrey Spender. interpretó a El Gran Mutato. Owens usó maquillaje y prótesis que le tomó varias horas aplicar.

## Argumento
El episodio comienza bajo la apariencia de un cómic. El agente especial del FBI Fox Mulder (David Duchovny) recibe una carta de Shaineh Berkowitz (Pattie Tierce), una madre soltera que afirma haber sido embarazada, mientras estaba inconsciente, por una presencia desconocida hace 18 años, lo que resultó en el nacimiento de su hijo, Izzy. (Stewart Gale). Ahora, luego de un ataque igualmente inexplicable, está embarazada nuevamente. Ella ha oído hablar de la experiencia de Fox Mulder en lo paranormal en The Jerry Springer Show y quiere que él investigue.
Los agentes especiales Mulder y Dana Scully (Gillian Anderson), viajan a la zona rural de Albion, Indiana. Se encuentran con Shaineh y su hijo Izzy, y descubren que la descripción de la criatura que la atacó, con una cabeza abultada y dos bocas, es muy similar a un personaje de cómic inventado por Izzy. Su monstruosa creación, llamada El Gran Mutato, está inspirada en una misteriosa criatura que ha sido vista por muchos de los lugareños. Izzy y sus amigos acompañan a los agentes a una zona boscosa, donde ven a Mutato (Chris Owens) desde la distancia.
Conocen a un anciano que enojado les dice que los monstruos no existen y los envía a ver a su hijo, un genetista llamado Francis Pollidori (John O'Hurley). El Dr. Pollidori les muestra sus experimentos estudiando el gen Hox, utilizando la mosca de la fruta Drosophila. Esta presentación incluye imágenes de una mosca mutada a la que le salen patas de la boca. Él les dice a los agentes que el mismo tipo de experimento podría, en teoría, realizarse en humanos. Posteriormente, Mulder le dice a Scully que cree que el Dr. Pollidori, actuando como un Víctor Frankenstein moderno, ha creado a El Gran Mutato.
Más tarde, la esposa del Dr. Pollidori, Elizabeth (Miriam Smith), queda inconsciente y es atacada de la misma manera que Shaineh. En la escena del crimen, Mulder y Scully encuentran un residuo químico de un agente agrícola usado para anestesiar animales, lo que los lleva a sospechar del padre del Dr. Pollidori, que es granjero. El Dr. Pollidori llega a la casa de su padre, lo confronta enojado y lo asesina. Más tarde, Mutato, que vive con Pollidori Sr., encuentra su cadáver y lo entierra entre lágrimas en un granero.
Mulder y Scully van a buscar a Pollidori Sr. y encuentran una tumba poco profunda y fotografías del hombre muerto con Mutato. Mientras tanto, el Dr. Pollidori conduce a una turba enfurecida de gente del pueblo a la casa de su padre, exigiendo que Mulder y Scully les entreguen al presunto asesino. Los agentes encuentran a Mutato escondido en el sótano mientras la multitud se reúne arriba. Alguien accidentalmente prende fuego al granero y, en la confusión que sigue, la turba se da cuenta de que los agentes están protegiendo al monstruo en el sótano.
Mutato habla a la multitud y explica que fue creado 25 años antes y que es el resultado de un experimento genético del Dr. Pollidori. Sin el conocimiento de su hijo, Pollidori Sr. rescató a Mutato y lo cuidó, pero no pudo proporcionarle un amigo o una pareja para el niño. El anciano intentó emular los experimentos de su hijo científico y trató de crear híbridos a partir de sus animales de granja. Mutato le pide al Dr. Pollidori que cree una compañera para él, pero el científico dice que no puede, que Mutato fue un error.
La gente del pueblo se da cuenta de que El Gran Mutato no es un monstruo después de todo, y el Dr. Pollidori es arrestado por el asesinato de su padre. Mulder siente que es injusto que Mutato no tenga pareja, por lo que exige ver al «escritor». En una escena fantasiosa, si no imaginada, Mulder y Scully toman el asunto en sus propias manos y llevan a Mutato, junto con la gente del pueblo, a un concierto de Cher. El episodio termina con una toma de Mulder y Scully bailando, que lentamente vuelve a convertirse en el cómic que se ve al comienzo del episodio.

## Producción

### Concepción

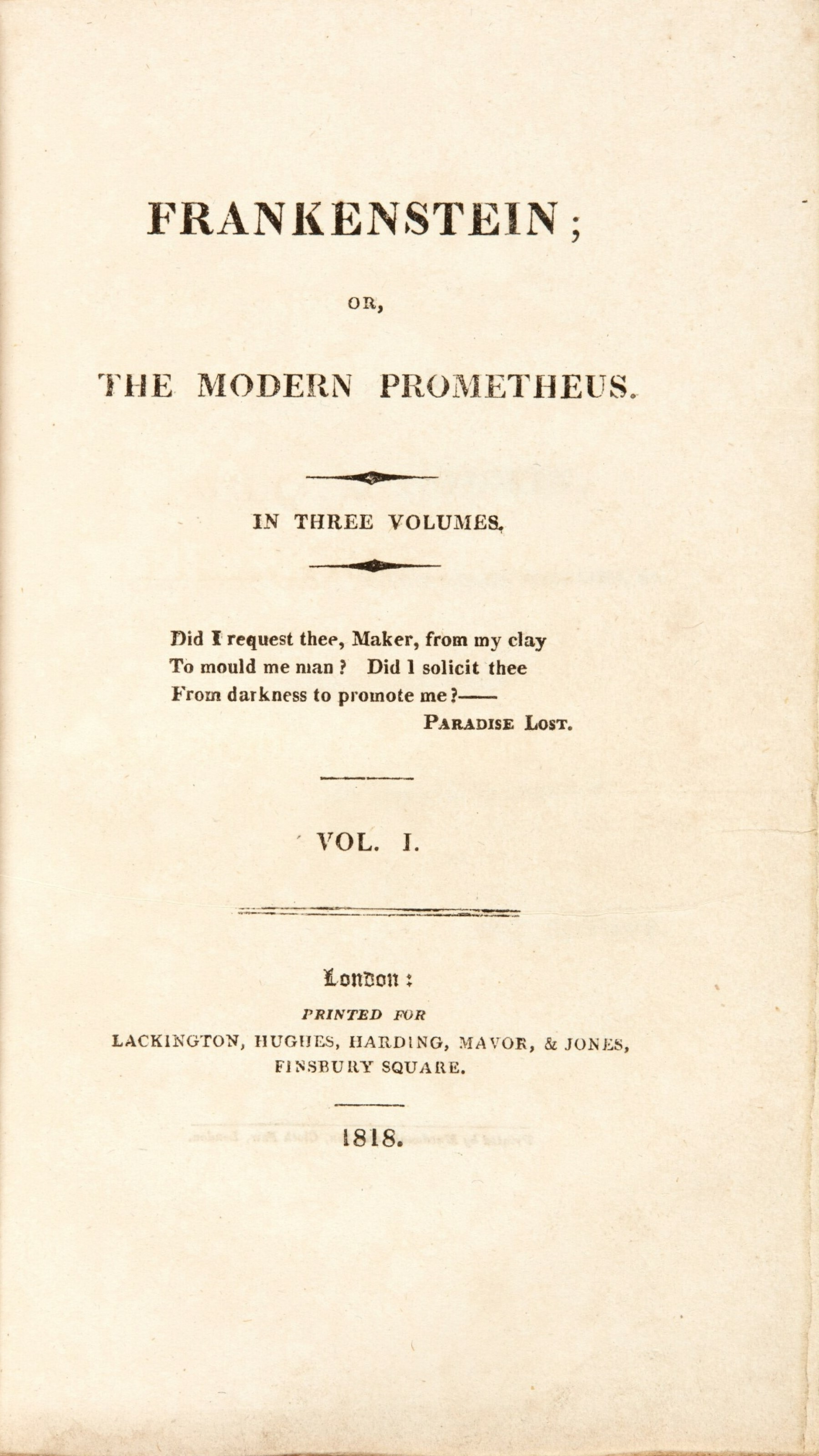
El episodio estuvo fuertemente inspirado en la novela Frankenstein de Mary Shelley.

Al comenzar la quinta temporada de The X-Files, el creador de la serie, Chris Carter, señaló: «Sabíamos que íbamos a alcanzar estas marcas muy dramáticas que eran los episodios de mitología, y queríamos aligerar, o iluminar, la temporada con episodios extravagantes». Carter quería escribir un episodio inspirado en Frankenstein, pero le resultó difícil conciliar la increíble historia de Mary Shelley con el estilo del programa. Para lograr su visión, escribió un guion que mezclaba el mundo real con la realidad de X-Files y que tenía un elemento distintivo de fantasía. Carter combinó elementos de la historia original con cuentos de hadas y elementos de cuentos populares.
Para hacer que el episodio fuera «lo más conmovedor» posible, Carter buscó repetir elementos de la versión cinematográfica de Frankenstein de James Whale de 1931. Más tarde señaló que, al «usar la ciencia moderna, tomé un estilo antiguo, que es en blanco y negro, y un enfoque antiguo, que es una especie de enfoque de James Whale para la ciencia ficción, y se me ocurrió una historia sobre un monstruo enamorado».
El aspecto de ingeniería genética de la historia se desarrolló con la ayuda de la asesora científica de la serie, Anne Simon. Carter visitó a un amigo de Simon, un científico de la Universidad de Indiana en Bloomington, que había sido capaz de manipular genéticamente moscas para que les crecieran patas a partir de los ojos. Después de que Carter creó el personaje de El Gran Mutato, descubrió que el dibujante Matt Groening ya había creado un personaje con el mismo nombre, aunque con una pronunciación diferente, para una entrada de cómic de Los Simpson. Carter se puso en contacto con Groening, quien le dio permiso a Carter para usar el nombre. Como dos tercios de los episodios de la serie, «The Post-Modern Prometheus» es un episodio del «monstruo de la semana», una trama independiente que no está relacionada con la mitología general de The X-Files.

### Reparto

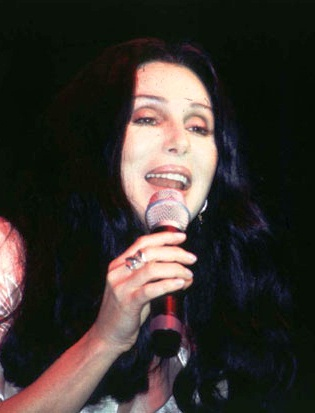
Después de ver el episodio, la cantante Cher se arrepintió de haber rechazado un cameo.

La música de Cher juega un papel importante en «The Post-Modern Prometheus», ya que Chris Carter escribió el episodio después de pasar un verano escuchando los discos de Cher y desarrollar una fijación con la cantante. Carter sabía que la media hermana de Cher, Georganne LaPiere, era una gran fanática de X-Files, Carter se enteró a través de LaPiere que la propia Cher estaba intrigada por el programa y estaría interesada en hacer una aparición especial en X-Files. La estrella de comedias de situación Roseanne Barr también expresó su interés en aparecer como invitada en The X-Files, y Carter escribió el papel de Shaineh Berkowitz específicamente para ella.
Barr, sin embargo, no estaba disponible en el momento del rodaje —su papel proyectado lo ocupó Pattie Tierce— mientras que Cher pasó por alto el cameo ofrecido actuando como ella misma, una decisión por la que más tarde se arrepintió: «Quería que me pidieron que entrara y actuara, entonces solo querían que entrara y cantara... Solo entrar y ser yo mismo no era nada que quisiera hacer hasta que vi [el episodio terminado]». «Habiendo [previsto] la calidad de [eso], lo habría hecho en un santiamén». Cher autorizó el uso de tres de sus pistas en la banda sonora del episodio, incluida «Walking in Memphis» que se escuchó al final del episodio mientras aparentemente la imitadora de celebridades Tracey Bell la interpretaba en el escenario, filmado en plano general, desde atrás y arriba, como Cher.
Aunque a Bell se le atribuyó el papel, los fanáticos de Cher respondieron al estreno del episodio con especulaciones en línea sobre si la cantante había aparecido con seudónimo en el episodio.  El presentador del programa de entrevistas sensacionalistas Jerry Springer apareció como él mismo. Estas elecciones de reparto iban en contra de una larga tradición en The X-Files de solo elegir actores que no eran muy conocidos.
El habitual de Seinfeld, John O'Hurley, había hecho una audición para varios papeles en el programa, pero Carter no había pensado previamente en él como «un actor de X-Files». Sin embargo, para el papel del Dr. Pollidori, Carter lo consideró «la elección de reparto absolutamente perfecta». Stewart Gale, quien interpretó a Izzy Berkowitz, no era actor y Carter lo vio «un día literalmente en la calle» sentado en un automóvil. Carter convenció al padre de Gale, que inicialmente sospechaba de las credenciales del director, para que permitiera que Gale viajara a Vancouver para participar en el episodio.
Chris Owens interpretó a El Gran Mutato y, para muchos, estaba irreconocible con mucho maquillaje. Owens había interpretado una versión más joven del fumador en dos episodios de la cuarta temporada y luego fue elegido como el personaje recurrente del agente especial del FBI Jeffrey Spender. Durante su audición, Owens señaló: «Chris dijo: “Está bien, ¿alguna vez viste a Elephant Man?... Lo que busco es dignidad. Tiene dignidad. Pero definitivamente está mutado”». Después de que Owens hiciera caso a las instrucciones de Carter e intentara darle dignidad a la audición, Carter le pidió que lo intentara de nuevo «con menos autismo».

### Rodaje

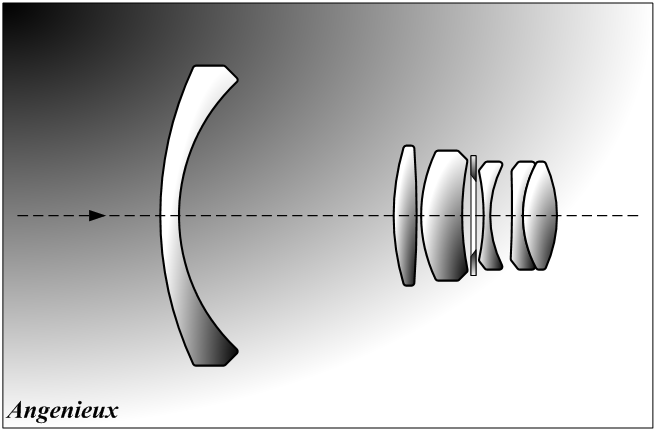
El director Chris Carter filmó el episodio usando una lente gran angular.

Las primeras cinco temporadas de The X-Files, incluyendo «The Post-Modern Prometheus», se filmaron en Vancouver. Fue el tercer episodio del programa que dirigió Carter; Decidió filmar el episodio en blanco y negro, en homenaje a James Whale, lo que trajo más desafíos de los que esperaba. El director de fotografía, Joel Ransom, tuvo que dedicar más tiempo de lo habitual a iluminar el plató debido al uso de la escala de grises. Los cielos tormentosos del episodio, sumados a emular la atmósfera de las viejas películas de Frankenstein, fueron un efecto visual. Carter también usó una cámara con lente de ángulo amplio a lo largo del episodio, lo que obligó a los actores a actuar directamente frente a la cámara, en lugar de entre ellos. Según Carter, también le permitió dar a las escenas del episodio una puesta en escena más surrealista de lo habitual en el programa.
El maquillaje del personaje de The Great Mutato fue diseñado y creado por el supervisor de efectos especiales Tony Lindala. La máscara Mutato pasó por varias iteraciones de diseño en papel, incluidos 10 a 15 dibujos y una reproducción del color. Construido con látex y con una segunda boca articulada, costó 40.000 dólares y tardó entre cinco y siete horas en aplicarse. Además de la máscara, Chris Owens usó lentes de contacto y dentaduras postizas. Owens recordó más tarde que «el maquillaje tomó siete horas, y luego me senté durante tres o cuatro. Y ahora me iba a sentar en la oscuridad, y solo podía ver con un ojo. Me pusieron un gran lente de contacto adentro». Las versiones iniciales del disfraz se consideraron «demasiado humanas», por lo que se eligió un diseño más nuevo.
Lindala también creó disfraces de «Bebé Mutato» para los bebés gemelos que aparecen en la escena de The Jerry Springer Show, pero el equipo de producción tuvo dificultades para mantener los disfraces en los niños. Lindala dijo más tarde: «[l]os bebés seguían arrancándose el pelo, nosotros seguíamos volviéndolo a pegar». Lindala se mostró feliz de que el episodio se filmara en blanco y negro porque ayudó «a la prótesis [porque] es difícil trabajar en una pieza de espuma tan larga y no reconocerla como una falsa translucidez pintada, opaca». Lindala luego llamó a la técnica de filmación la «gracia salvadora» del episodio. Además, más tarde envió su maquillaje para el episodio a la Academia de Artes y Ciencias de la Televisión en un intento de ser nominado para un Premio Emmy.

### Música y referencias culturales
El episodio fue musicalizado por el compositor de la serie Mark Snow y fue, según él, su mejor partitura para un episodio de la quinta temporada. Describió el tema principal como «una especie de vals desagradable muy oscuro, macabro e insidioso». El tema principal del episodio también está muy inspirado en el tema principal de El hombre elefante de John Morris. Se escuchan tres canciones en las versiones cantadas por Cher durante el episodio: «The Sun Ain't Gonna Shine Anymore», «Gypsys, Tramps & Thieves» y «Walking in Memphis». Esta última se reproduce al final del episodio cuando los agentes llevan a El Gran Mutato a un concierto de Cher. En el episodio, el personaje ve la película Mask de Cher de 1985 y obtiene consuelo de la relación amorosa entre el personaje de Cher y su hijo, que tiene un trastorno óseo genético que lo desfigura. Al final del episodio, Mulder y Scully llevan a El Gran Mutato de su pequeño pueblo a un concierto de Cher, donde ella lo elige entre la multitud para bailar.
El episodio contiene varias referencias culturales. Primero, el título del episodio es una referencia tanto al subtítulo de la novela original de Shelley, El moderno prometeo, como a la escuela de pensamiento posmodernista. El posmodernismo se ha descrito como un «estilo y concepto en las artes, la arquitectura y la crítica, [que] se caracteriza por el uso consciente de estilos y convenciones anteriores, una mezcla de diferentes estilos y medios artísticos, y una desconfianza general de las teorías». Además, el médico parecido a Frankenstein comparte el nombre, aunque con una ortografía ligeramente diferente, del contemporáneo de Shelley, John William Polidori, quien estuvo presente en la concepción de su novela. Varias líneas en el episodio provienen directamente de la película Frankenstein de James Whale de 1931.

## Temas
«The Post-Modern Prometheus» es la referencia más obvia a Frankenstein hecha por la serie, aunque se ven rastros de la historia en otros lugares en el episodio de la primera temporada «Young at Heart» y en el episodio de la sexta temporada «The Beginning». Además, la mitología general de la serie gira en torno a los sombríos líderes del Sindicato que rescatan naves extraterrestres para su propio uso tecnológico y crean híbridos humanos-extraterrestres. El episodio contiene temas relacionados con la maternidad y la sexualidad. Según la escritora de estudios cinematográficos Linda Badley, este episodio y «Home», de la cuarta temporada, prefiguran la maternidad inminente de Scully y la revelación, en los siguientes episodios «Christmas Carol» y «Emily», de que ha sido utilizada para crear un híbrido humano-extraterrestre, Emily.
Diane Negra, en su libro Off-White Hollywood: American Culture and Ethnic Female Stardom, señala que mientras El Gran Mutato impregna tanto a Shaineh Berkowitz como a Elizabeth Pollidori sin su consentimiento o conocimiento, es «una simplificación excesiva» etiquetar al monstruo como un violador, porque tanto Berkowitz como Pollidori «desean tener hijos a través de medios no convencionales». Por lo tanto, los actos de Mutato permiten que las dos mujeres obtengan lo que desean desesperadamente en un momento de «resolución mágica».
Eric Bumpus y Tim Moranville, en su libro Cease Fire, the War Is Over!, proponen que el episodio, y por extensión, la serie en su conjunto, es un rechazo del "«naturalismo de la modernidad»" y una aceptación del «sobrenaturalismo místico de la posmodernidad». Los dos argumentan que, mientras que en la «gran ciencia ficción» estereotipada el monstruo creado por lo general se vuelve loco, en «The Post-Modern Prometheus», la criatura es «un éxito adorable». Además, la gente del pueblo de Indiana representa «los locos religiosos [que] al final... resultan tener razón». Bumpus y Moranville los consideran los «héroes secundarios» del episodio, justo después del mismo Gran Mutato.
A pesar de su ausencia física en la entrada, la presencia de Cher se puede sentir a lo largo de la narración. Negra argumenta que el «cuerpo extravagante y de autoría propia» de Cher se utiliza como metáfora de «la posibilidad de autotransformación». Además, su voz, escuchada a través de canciones como «Walking in Memphis», está asociada con la idea de «eludir el patriarcado». Negra señala que la música de Cher se usa en escenas durante los encuentros sexuales de The Great Mutato con mujeres. Negra afirma que «esta yuxtaposición de sonido e imagen indica nuestra percepción de que hemos entrado en el reino del carnaval donde se invierte el orden normal de las cosas».
Emily VanDerWerff de The A.V. Club razona que el final no fue la conclusión real del episodio, sino más bien el fantasioso y elaborado final feliz que inventó Izzy Berkowitz, el escritor del cómic, después de hablar con Mulder. De esta manera, señala VanDerWeff, «el episodio abandona la lógica y la realidad y, a falta de una palabra mejor, trasciende». Meghan Deans de Tor.com postula que el episodio completo nunca sucedió «[desd]e una perspectiva canónica» debido a la configuración del cómic de la entrada, las diversas metarreferencias y el «final feliz».

## Recepción

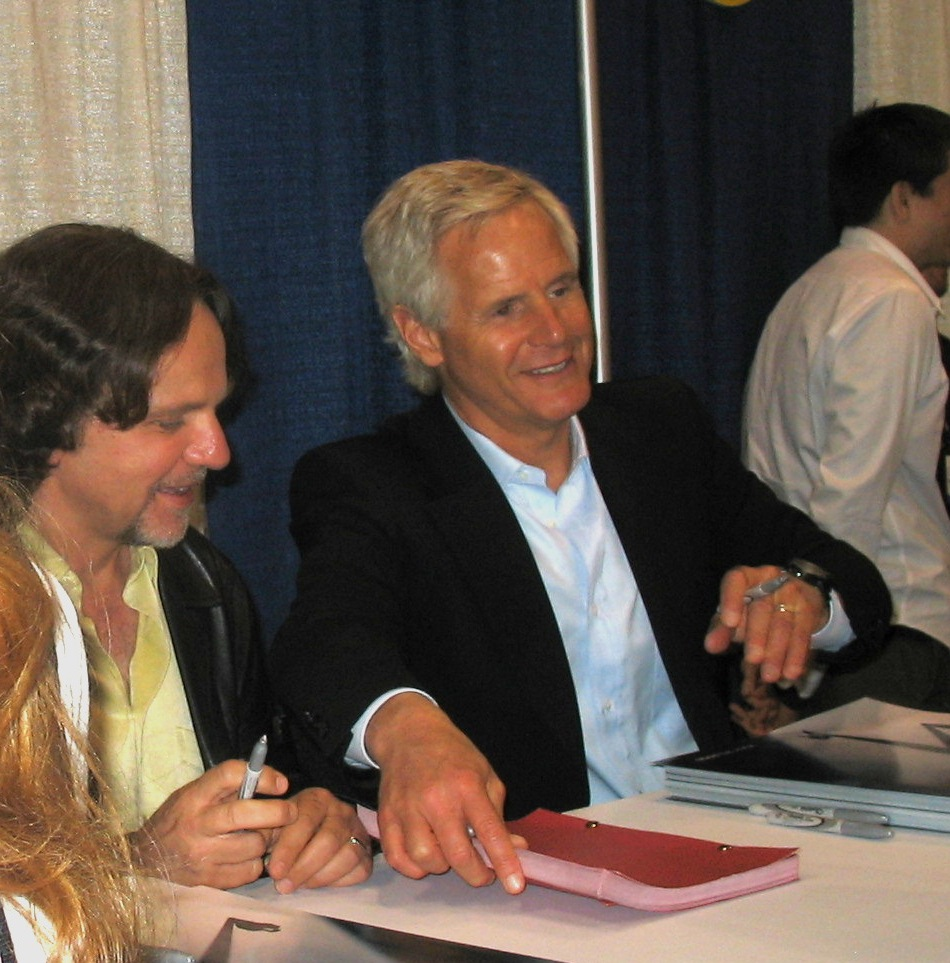
Chris Carter fue nominado tanto a mejor guion como a mejor dirección en la 50ª edición de los Premios Primetime Emmy.

### Audiencia
«The Post-Modern Prometheus» se emitió por primera vez en los Estados Unidos el 30 de noviembre de 1997 en la cadena Fox. El episodio obtuvo una calificación Nielsen de 11,5, con una participación de 16, lo que significa que aproximadamente el 11,5 por ciento de todos los hogares equipados con televisión y el 16 por ciento de los hogares que ven televisión estaban sintonizados. Las calificaciones Nielsen son un sistema de medición de audiencia que determinan el tamaño de la audiencia y la composición de la programación televisiva en los Estados Unidos. Fue visto por 18,68 millones de espectadores. «The Post-Modern Prometheus» fue el undécimo programa de televisión más visto durante la semana que finalizó el 30 de noviembre.

### Reseñas
«The Post-Modern Prometheus» recibió críticas generalmente positivas de los críticos. Mike Duffy, corresponsal de Knight Ridder, escribió un artículo muy positivo sobre el episodio, y señaló que aunque el episodio fue especial, esto no lo hizo sentir como un truco. Escribió, «cuando la mayoría de los programas arrojan humo promocional sobre “un episodio muy especial”, es mejor verificar el expectatómetro de Hollywood en busca de zumbidos miserables y excesivos [pero] lo que suena como un truco, “un episodio muy especial en blanco y negro” vagamente basado en el clásico de la película de terror Frankenstein en realidad resulta ser un buen viaje en el loco tren narrativo del creador de X-Files Chris Carter».
Una reseña del Mobile Register escribió que «Al igual que los mejores episodios de X-Files, este combina una generosa cantidad de humor con su horror». En una revisión de toda la quinta temporada, Michael Sauter de Entertainment Weekly dijo que «The Post-Modern Prometheus» fue el «más llamativo» de los episodios independientes de la temporada. Emily VanDerWerff otorgó al episodio una calificación de «A», y, a pesar de notar la tontería de la historia y el hecho de que la mayoría de los personajes funcionan como estereotipos, escribió que «“Prometheus” simplemente funciona». En una reseña de 2000 de la quinta temporada para el New Straits Times, Francis Dass llamo a «The Post-Modern Prometheus» un «episodio divertido».
Lionel Green del Sand Mountain Reporter nombró la entrada como el mejor episodio de la serie y calificó el final como «uno de los finales más edificantes de la serie». Escribiendo para el Daily News, Eric Mink le dio al episodio una calificación de cuatro estrellas y lo elogió como un episodio sobresaliente en una débil quinta temporada del programa. Dijo que los dos protagonistas actuaron a la perfección y que la actuación de Chris Owens como El Gran Mutato fue especialmente conmovedora. Concluyó que, «[con] el clásico de Shelley como inspiración, Carter y compañía han creado un clásico propio».
Elaine Linere del Corpus Christi Caller-Times calificó el episodio como «brillantemente escrito» y lo nombró «un clásico entre muchos para esta serie siempre intrigante y siempre inventiva». Ella elogió particularmente el final «romántico y conmovedor». Matthew Gilbert de The Boston Globe calificó el episodio como «un X-Files memorable de principio a fin», debido en parte a su «extraordinario estilo visual» y al material de archivo «atmosférico en blanco y negro». Además, Gilbert criticó positivamente la escritura y la dirección de Carter, diciendo que «mantiene el equilibrio entre el drama, el humor discreto y el ingenio alusivo».
Margaret Lyons de New York calificó la entrada como «uno de los grandes episodios de televisión de todos los tiempos». Nick De Semlyen y James White de Empire nombraron el quinto episodio «más grande» de la serie y escribieron que «[Chris Carter] juega con estilo y forma, convirtiendo todo el episodio en un amoroso homenaje a las películas de monstruos de Universal en general y el Frankenstein de 1931 de James Whale en particular». En el Maratón de Acción de Gracias de FX de 1999, que contenía episodios seleccionados por los fanáticos, «The Post-Modern Prometheus» se presentó como el «Mejor episodio independiente». Connie Ogle de The Miami Herald nombró a El Gran Mutato uno de «los más grandes monstruos» que han sido mostrados en The X-Files.
Robert Shearman y Lars Pearson, en su libro Wanting to Believe: A Critical Guide to The X-Files, Millennium & The Lone Gunmen, calificaron el episodio con dos estrellas de cinco y criticaron varios elementos de la dirección del episodio. Escribieron: «A Chris Carter, el escritor, se le ocurrió algo divertido, ligero y encantador. Y Chris Carter, el director, lo estampó por todas partes y lo hizo tan arqueado, obvio y aburrido que lo mata como una piedra». Shearman y Pearson elogiaron la idea de «una ciudad que se siente como un X-Files en público», pero se burlaron del escenario del cómic del episodio y escribió que «este juego sobre el posmodernismo simplemente no tiene ningún sentido [en ese formato, porque] un cómic tiene acción, una forma de saltar de un cuadro a otro... esto es lánguido y autocomplaciente».
No todas las críticas fueron positivas. Paula Vitaris de Cinefantastique le dio al episodio una crítica moderadamente negativa y le otorgó una estrella y media de cuatro. Ella escribió que el episodio «cae más plano que los panqueques químicos utilizados para anestesiar a las víctimas de este episodio» debido a su «colección de situaciones y observancias que tienen poca relación entre sí». Vitaris también criticó la escena en la que se compara a varios personajes con animales y comentó que «la mezquindad [de la trama] es alucinante». Finalmente, llamó a la conclusión del episodio un «final falso».

### Premios
El episodio fue nominado a siete premios en los premios Emmy de 1998 por la Academia de Artes y Ciencias de la Televisión, incluyendo Mejor Dirección y Mejor Guion para Chris Carter. Graeme Murray, Greg Loewen y Shirley Inget ganaron el premio a la Mejor Dirección de Arte. Carter también fue nominado para un premio a la Mejor Dirección por el Sindicato de Directores de Estados Unidos.